# Watrap
Watrap är en ort i Indien.   Den ligger i distriktet Virudhunagar och delstaten Tamil Nadu, i den södra delen av landet, 2 100 km söder om huvudstaden New Delhi. Watrap ligger 159 meter över havet och antalet invånare är 40 000.
Terrängen runt Watrap är varierad. Runt Watrap är det tätbefolkat, med 397 invånare per kvadratkilometer. Närmaste större samhälle är Srivilliputhur, 13,7 km söder om Watrap. Omgivningarna runt Watrap är en mosaik av jordbruksmark och naturlig växtlighet.